# Heptathela ciliensis
Heptathela ciliensis är en spindelart som beskrevs av Yin, Tang och Xu 2003. Heptathela ciliensis ingår i släktet Heptathela och familjen ledspindlar. Inga underarter finns listade i Catalogue of Life.